# 施派恩斯哈特
施派恩斯哈特是德国巴伐利亚州的一个市镇。总面积23.77平方公里，总人口1123人，其中男性555人，女性568人（2011年12月31日），人口密度47人/平方公里。